# Ulica Augustyna Kordeckiego w Krakowie
Ulica Augustyna Kordeckiego – ulica w Krakowie, w dzielnicy I Stare Miasto, na Kazimierzu.
Łączy ulicę Józefa Dietla z ulicą Paulińską. Jest jednojezdniowa.

## Historia
Ulica została w obecnym kształcie wytyczona w latach dziewięćdziesiątych XIX wieku, gdy po zasypaniu koryta Wisły zagospodarowywano tereny, położone pomiędzy nią, a dawnymi murami Kazimierza.
W 1912 roku Rada Miasta Krakowa nadała ulicy nazwę Augustyna Kordeckiego, mnicha polskiego, przeora zakonu Paulinów.

## Zabudowa
Po zachodniej stronie ulicy:
- ul. Augustyna Kordeckiego 3 – kamienica. Projektował Ferdynand Liebling, Jozue Oberleder, Zygmunt Prokesz, 1927–1932.
- ul. Augustyna Kordeckiego 5 – kamienica. Projektował Ferdynand Liebling, Jozue Oberleder, Zygmunt Prokesz, 1926.
- ul. Augustyna Kordeckiego 7 – kamienica. Projektował Zygmunt Prokesz, 1922.
- ul. ks. Augustyna Kordeckiego 9 – kamienica. Projektował Zygmunt Prokesz, 1934.

Po wschodniej stronie ulicy:
- ul. Augustyna Kordeckiego 4 – kamienica. Projektował Henryk Lamensdorf, 1911.
- ul. Augustyna Kordeckiego 6 – kamienica. Projektował Zygmunt Prokesz, 1931.
- ul. Augustyna Kordeckiego 8 – kamienica. Projektował Zygmunt Prokesz, 1931.
- ul. Augustyna Kordeckiego 10 – kamienica. Projektował Zygmunt Prokesz, 1931.

Opracowano na podstawie źródła: Gminnej ewidencji zabytków – Kraków.

## Galeria

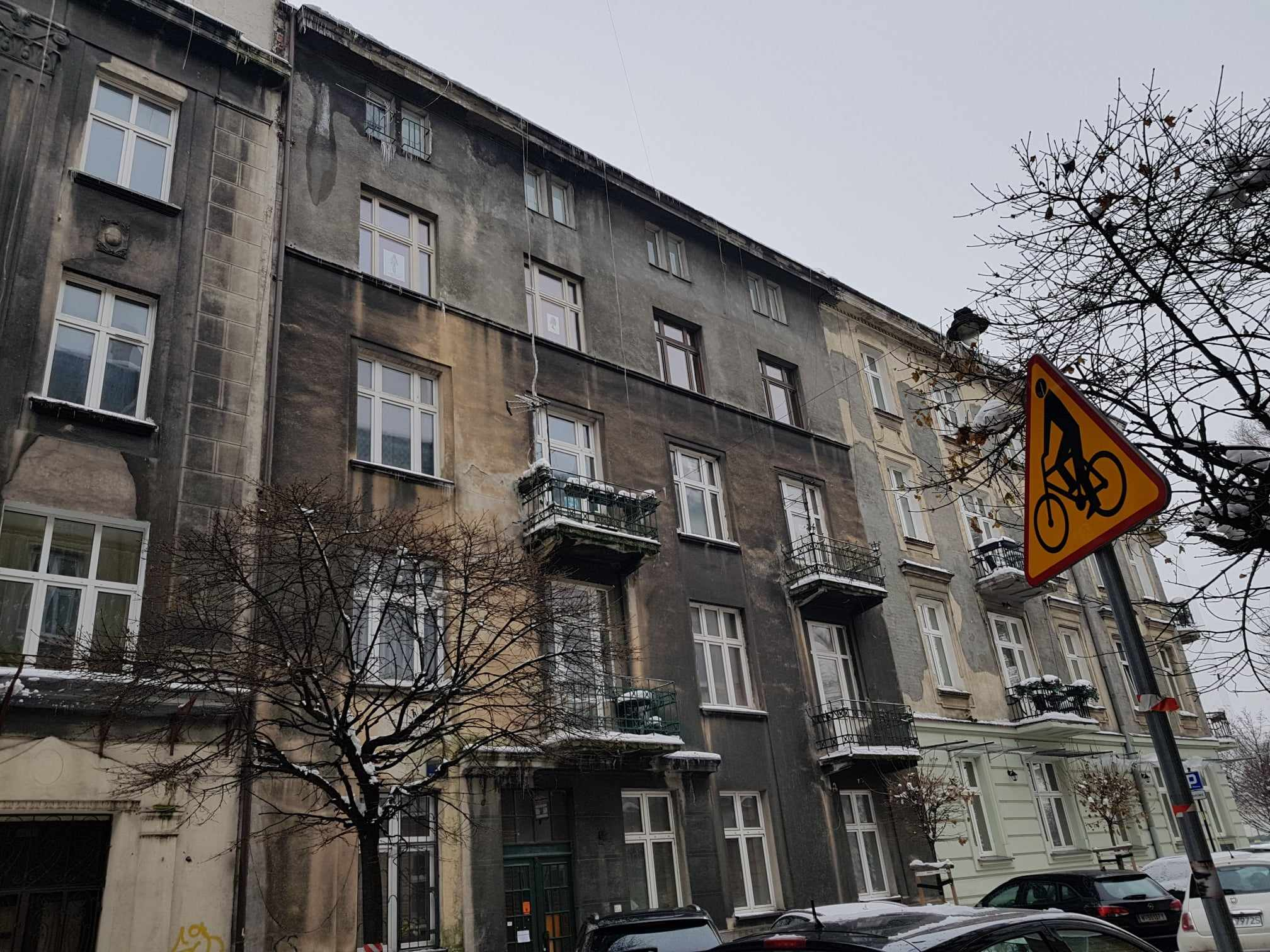
ul. Augustyna Kordeckiego 3 Kamienica (proj. Ferdynand Liebling, Jozue Oberleder, Zygmunt Prokesz, 1927–1932)
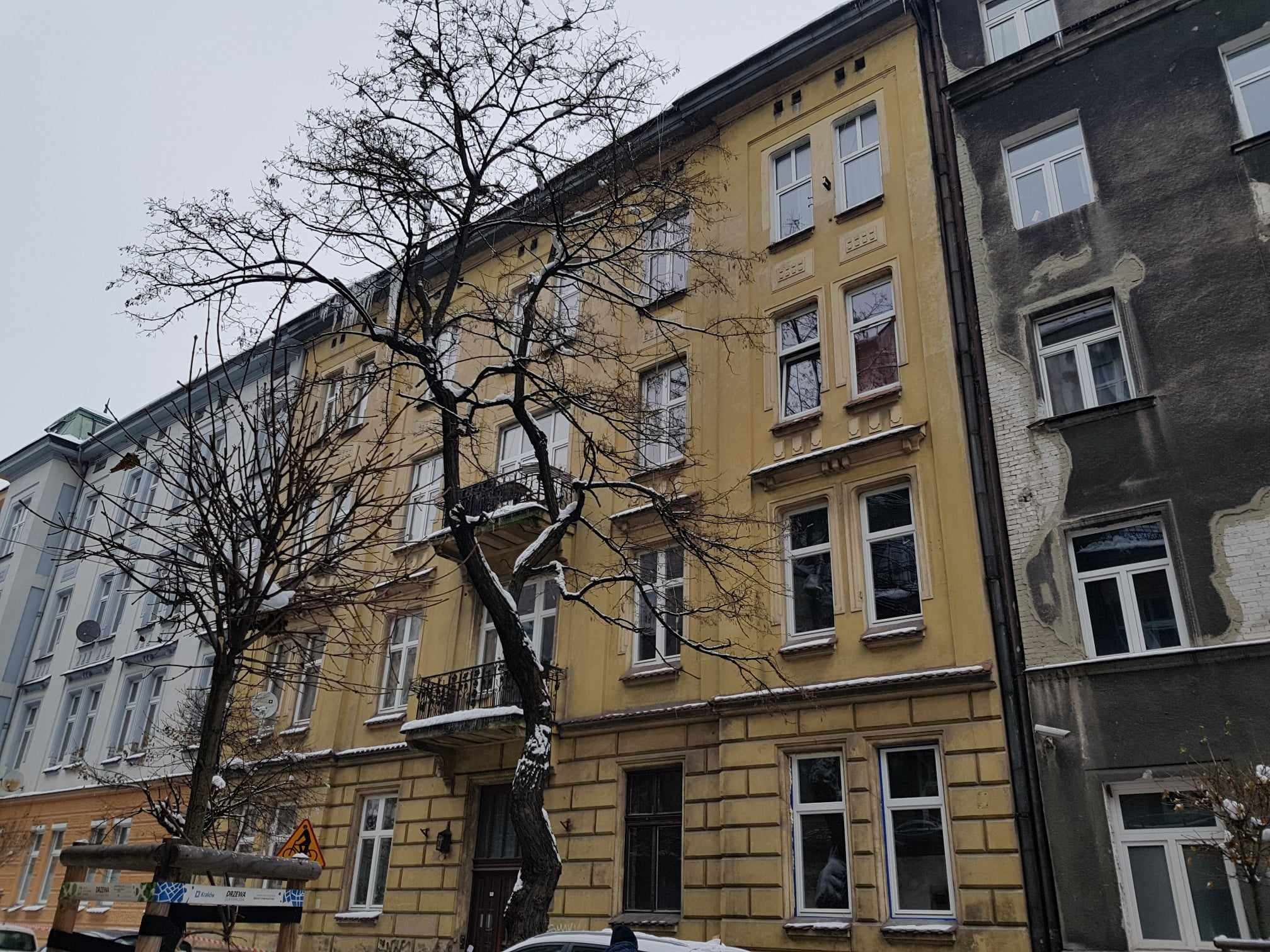
ul. Augustyna Kordeckiego 4 Kamienica (proj. Henryk Lamensdorf, 1911)
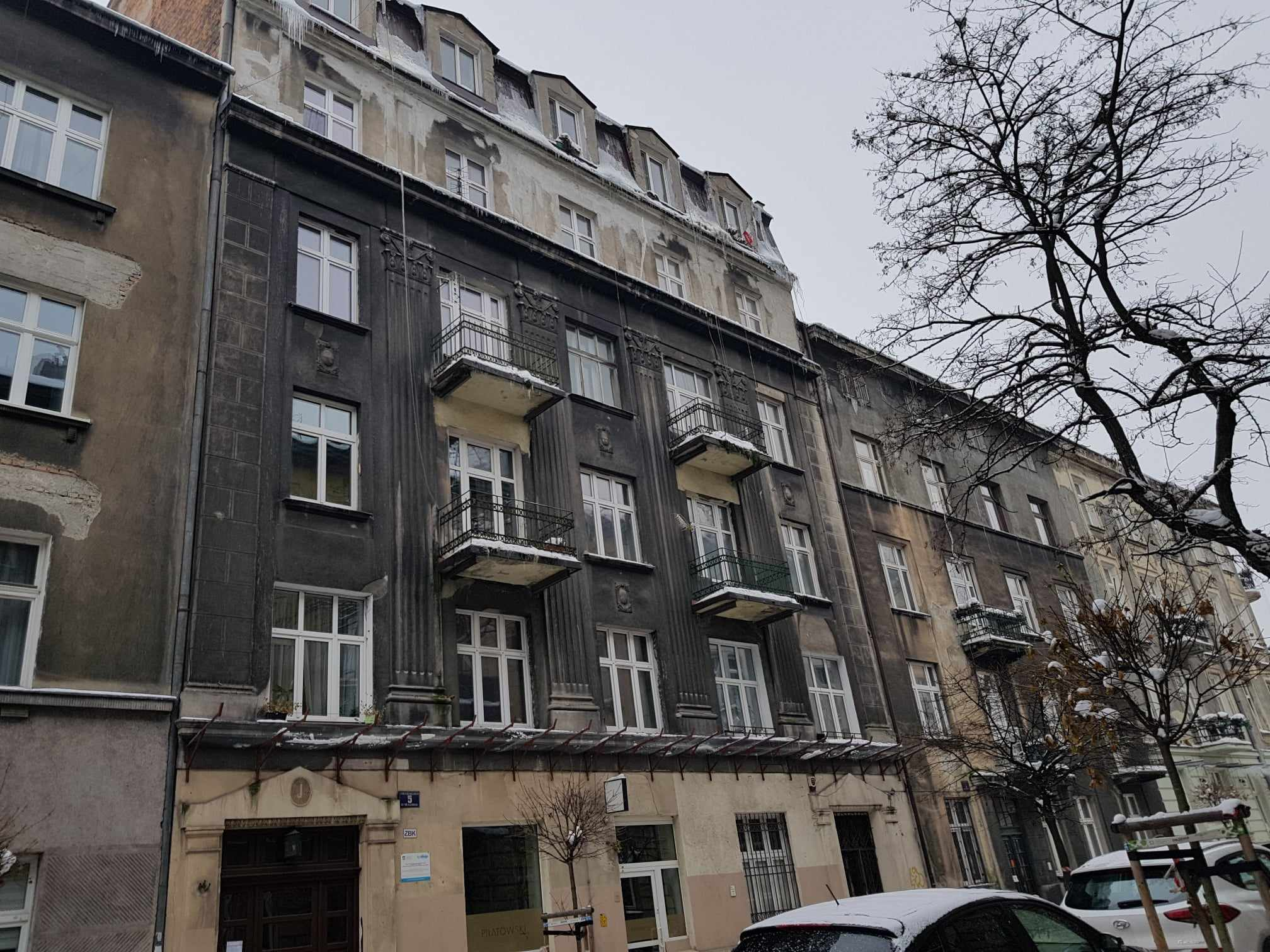
ul. Augustyna Kordeckiego 5 Kamienica (proj. Ferdynand Liebling, Jozue Oberleder, Zygmunt Prokesz, 1926)
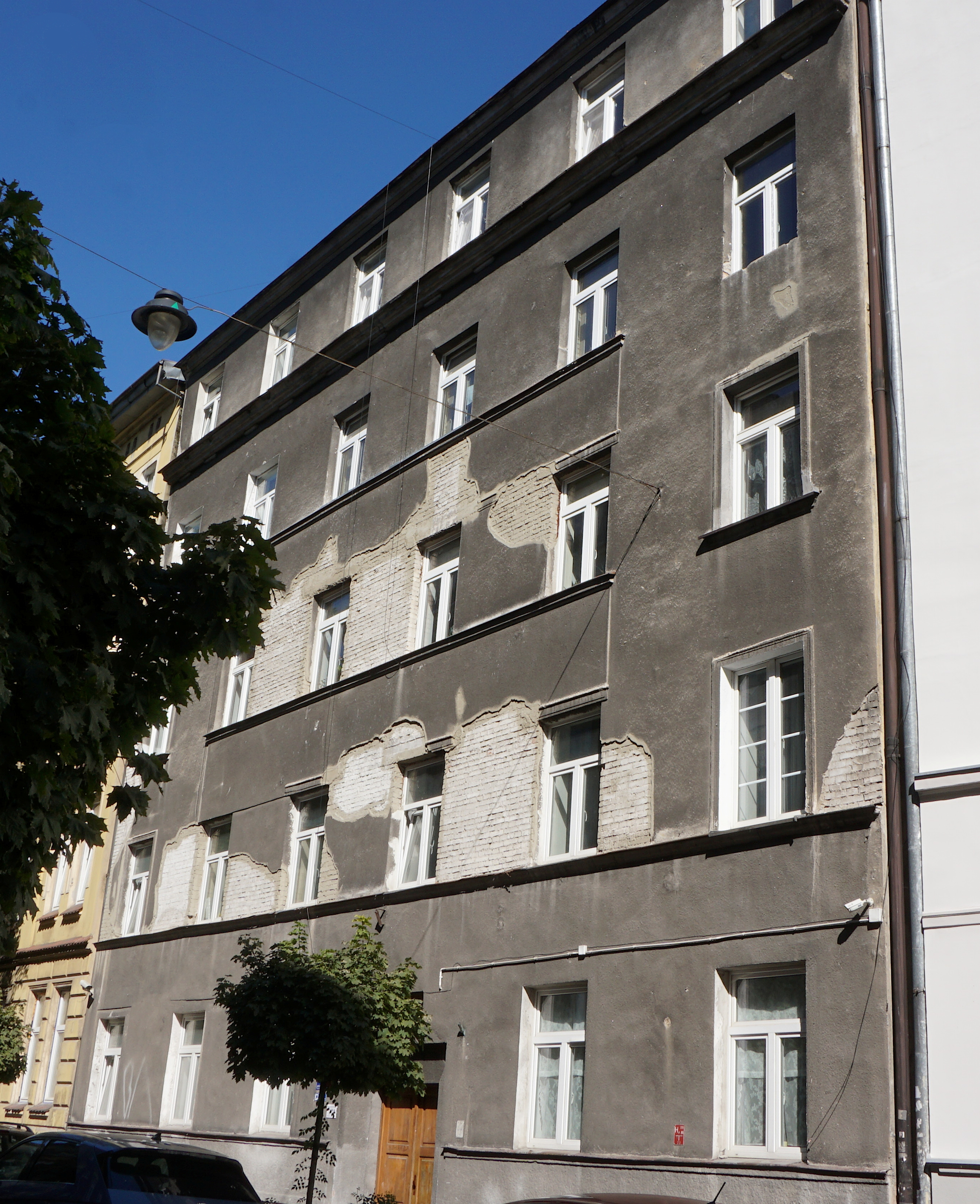
ul. Augustyna Kordeckiego 6 Kamienica (proj. Zygmunt Prokesz, 1931)
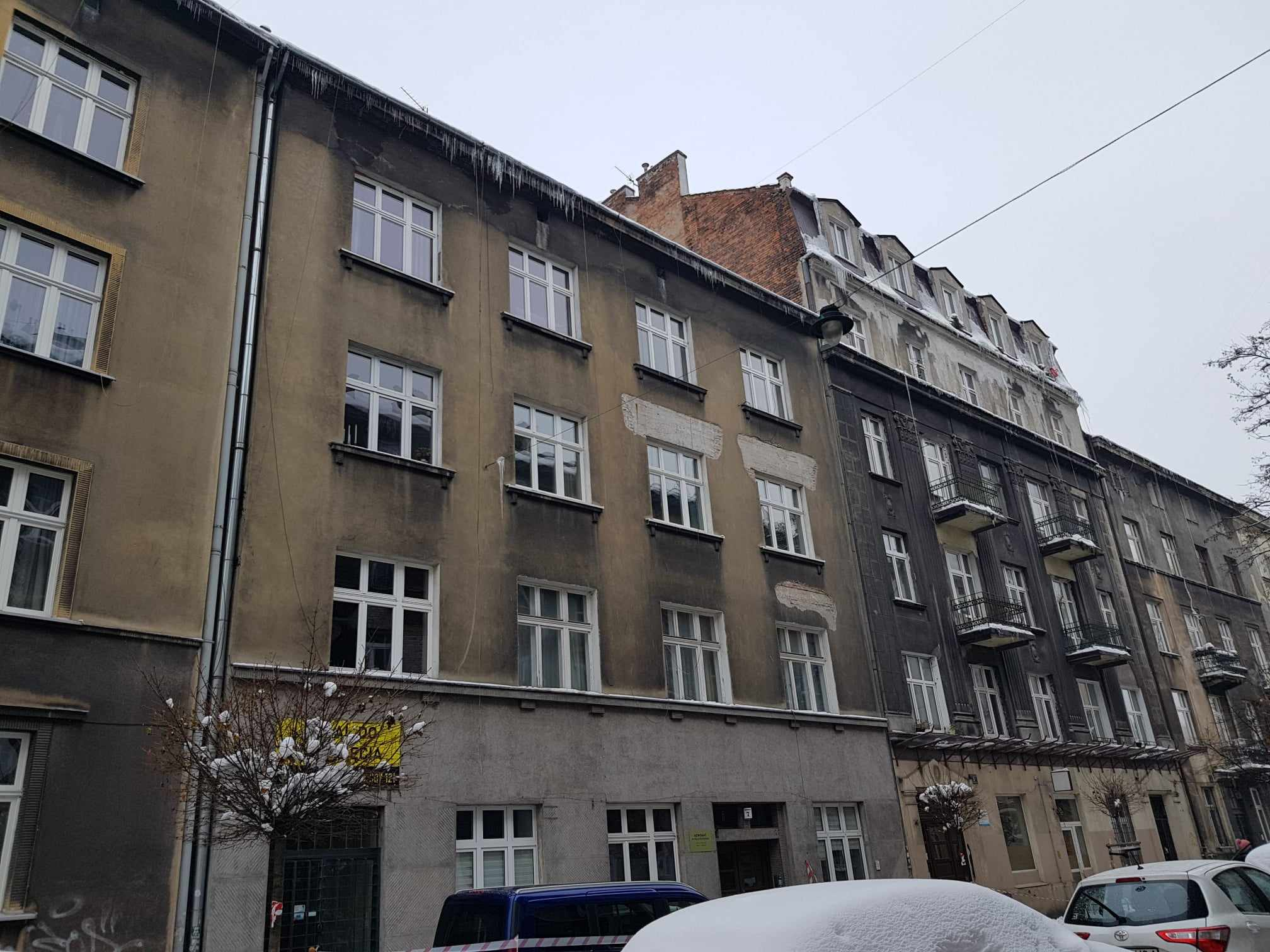
ul. Augustyna Kordeckiego 7 Kamienica (proj. Zygmunt Prokesz, 1922)
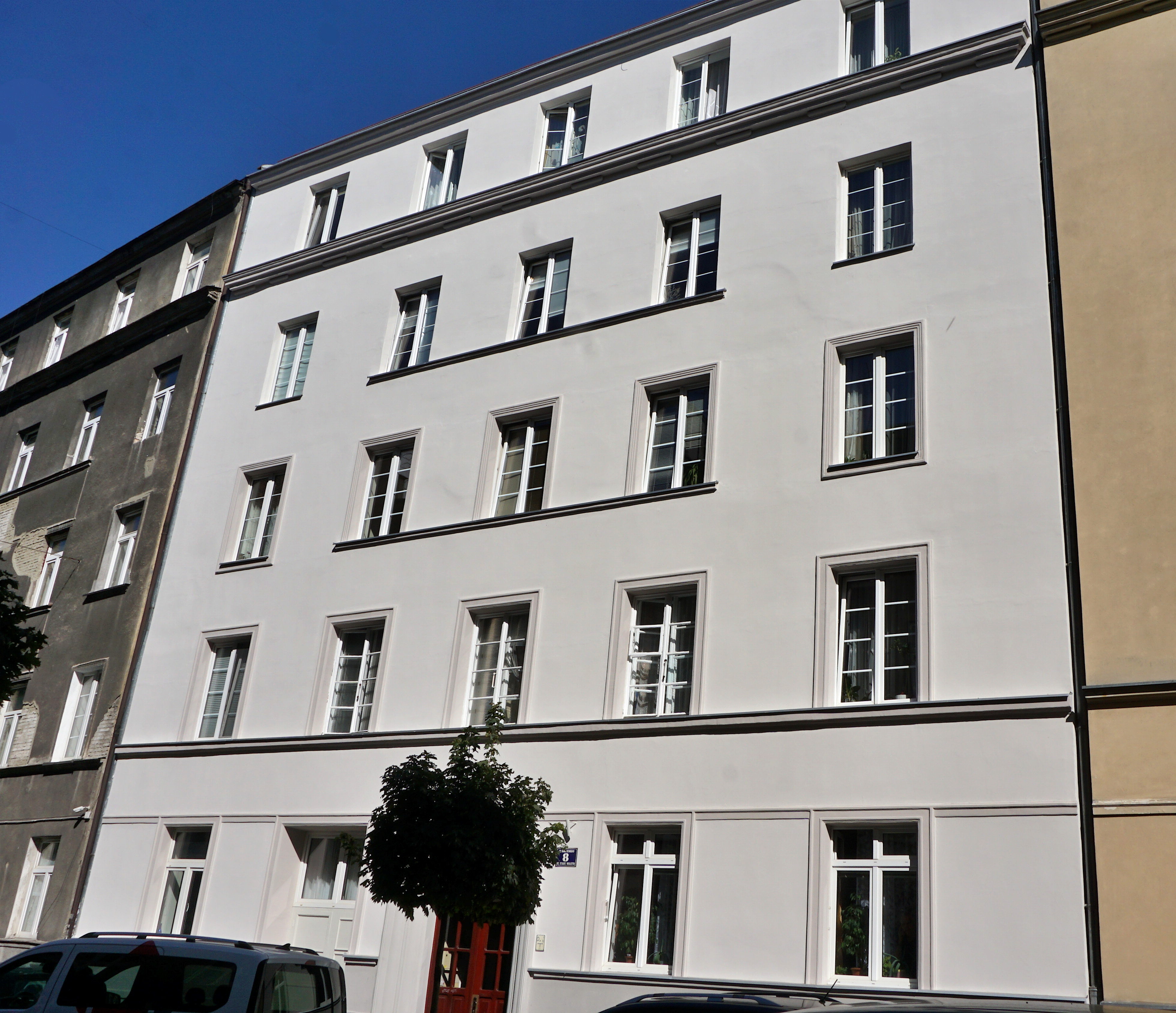
ul. Augustyna Kordeckiego 8 Kamienica (proj. Zygmunt Prokesz, 1931)
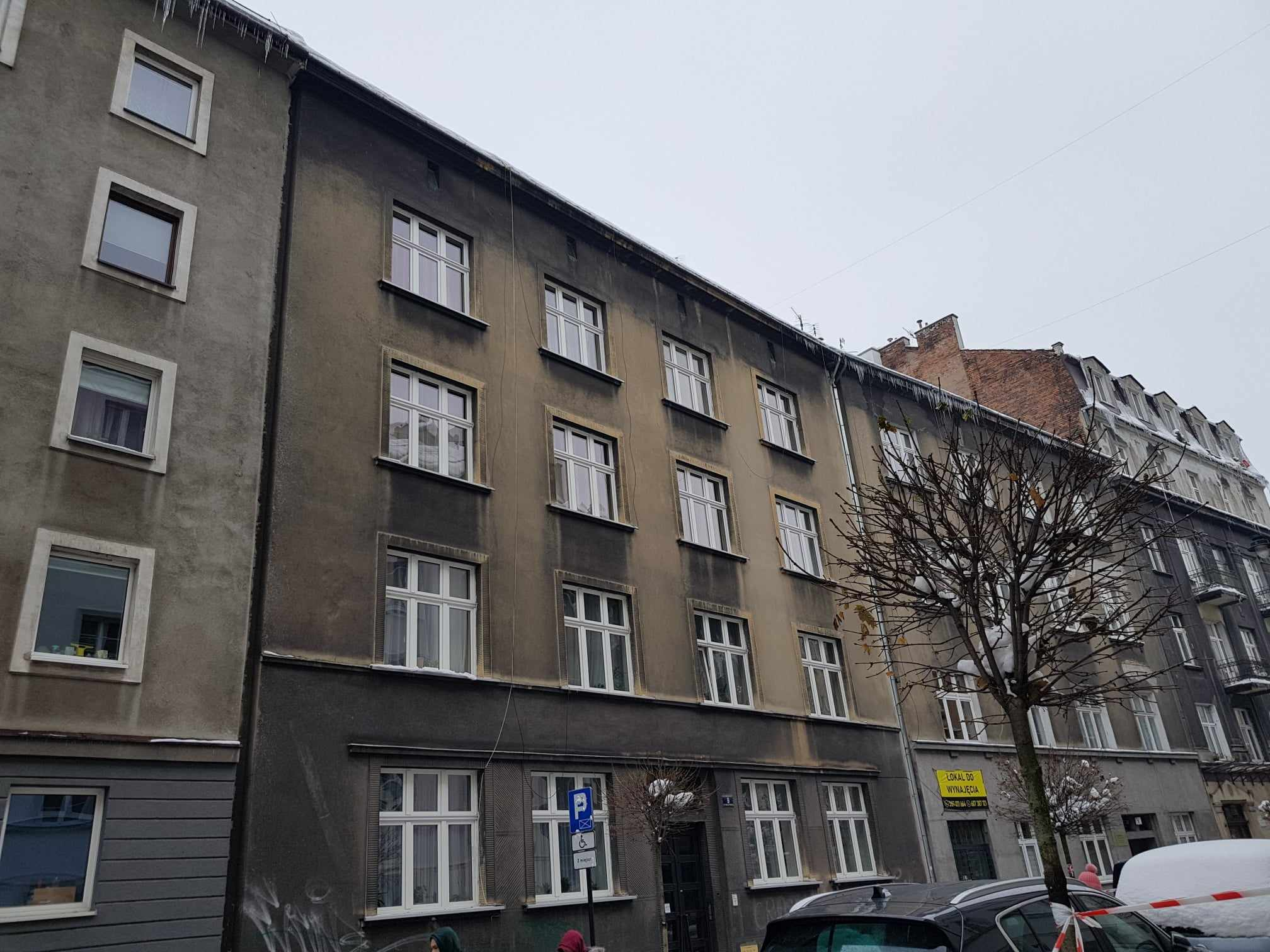
ul. Augustyna Kordeckiego 9 Kamienica (proj. Zygmunt Prokesz, 1934)
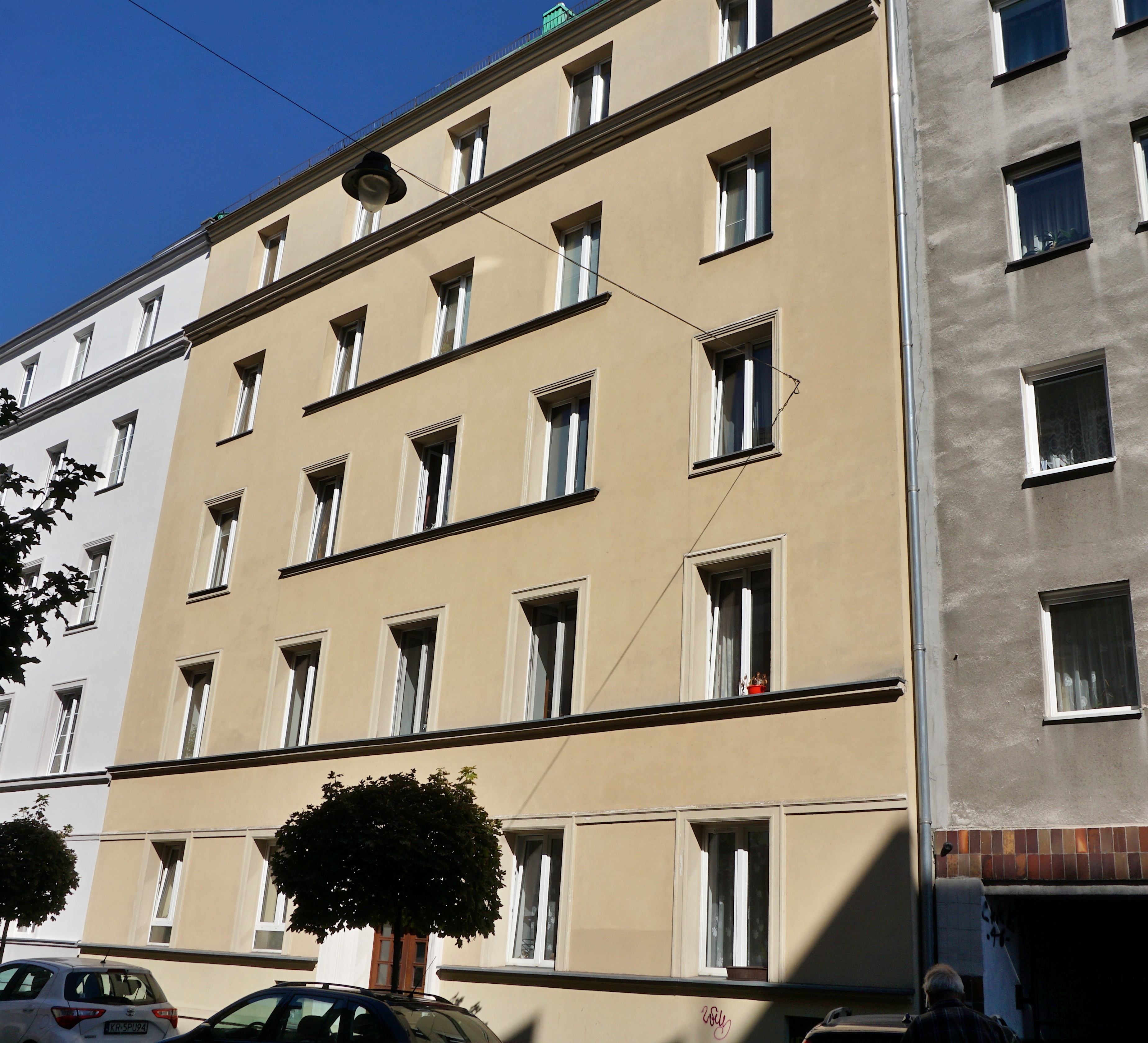
ul. Augustyna Kordeckiego 10 Kamienica (proj. Zygmunt Prokesz, 1934)